# Calzino

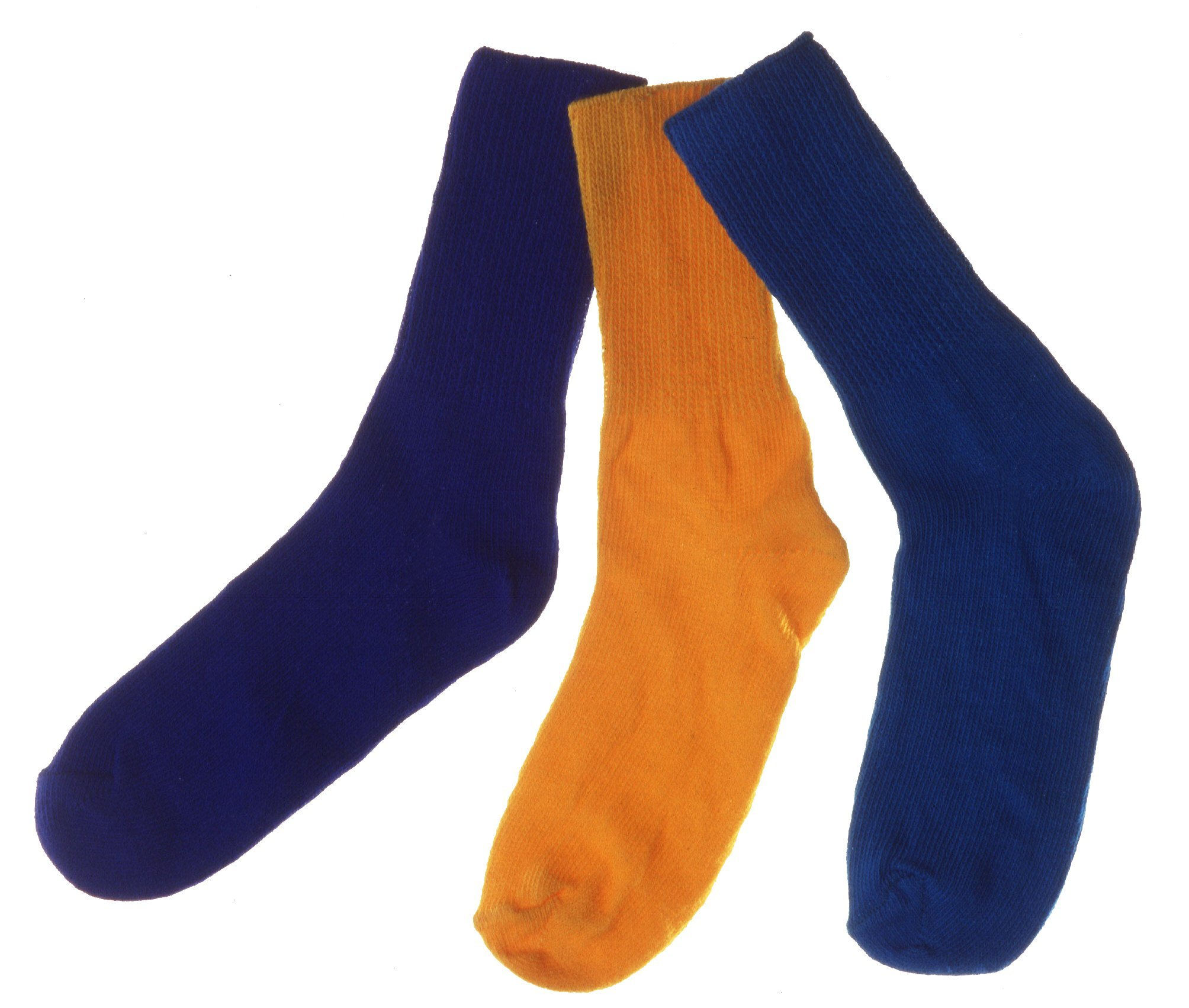
Calzini di vari colori

Il calzino è un indumento che si indossa sul piede, allo scopo di riscaldare e assorbire sudore, proteggere da sporco e graffi e alleviare gli sfregamenti con le calzature. La lunghezza del calzino varia da sotto la caviglia fino al ginocchio, oltre al quale si parla di calze.

## Storia

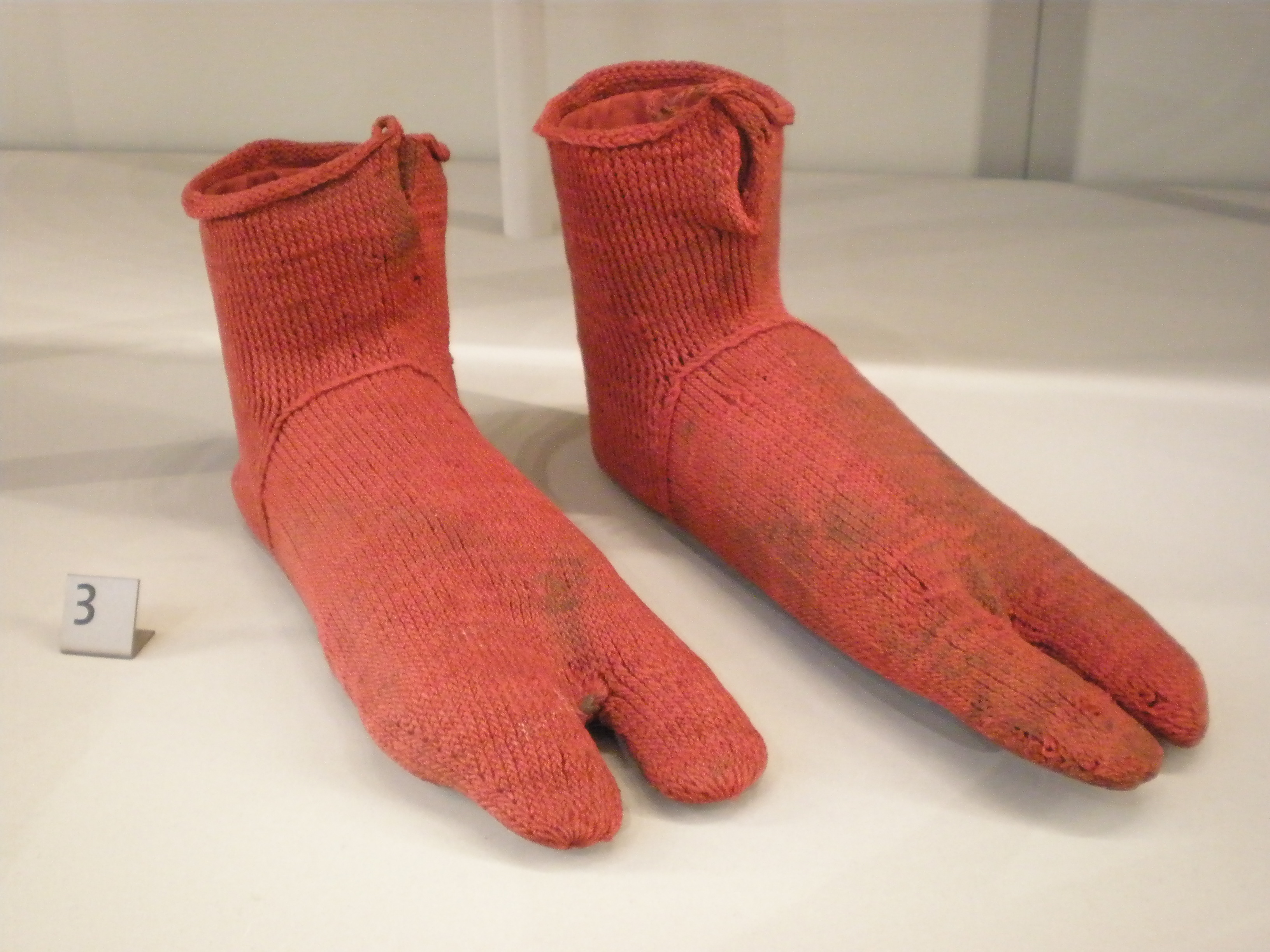
il più antico paio di calzini sopravvissuto conosciuto. Risalenti al 300-500, provenienti da Ossirinco, in Egitto. In mostra al Victoria and Albert Museum, Londra.

I calzini si sono evoluti nel corso dei secoli dai primi modelli, che erano realizzati con pelli di animali raccolte e legate intorno alle caviglie. Poiché la produzione di calzini richiedeva relativamente tempo in epoca preindustriale, essi sono stati a lungo utilizzati solo dai ricchi. I poveri indossavano piuttosto semplici panni avvolti intorno ai piedi. Questi rimasero in uso negli eserciti dell'Europa orientale fino alla fine del XX secolo.
Secondo il poeta greco Esiodo, nell'VIII secolo a.C. gli antichi greci indossavano calzini chiamati "piloi", che erano fatti di peli di animali intrecciati. I Romani avvolgevano i loro piedi con pelli o tessuti intrecciati. Intorno al II secolo d.C. i Romani iniziarono a cucire insieme i tessuti realizzando dei calzini aderenti chiamati "udones". Nel V secolo d.C., i calzini chiamati "puttees" erano indossati dai santi in Europa per simboleggiare la purezza.
Durante il Medioevo la lunghezza dei pantaloni si allungò e il calzino divenne un panno stretto e dai colori vivaci che copriva la parte inferiore della gamba. Poiché i calzini non avevano un elastico, le giarrettiere venivano poste sopra i calzini per evitare che cadessero. Quando i pantaloni iniziarono ad accorciarsi, i calzini cominciarono di pari passo ad allungarsi. Nel 1000 d.C., i calzini divennero un simbolo di ricchezza tra la nobiltà. Dal XVI secolo in poi, un disegno ornamentale sulla caviglia o sul lato di un calzino fu chiamato "orologio".
L'invenzione della macchina per cucire nel 1589 significò che i calzini potevano essere lavorati a macchina molto più velocemente che a mano. Tuttavia, fino al 1800, macchine per cucire e maglieria a mano lavorarono fianco a fianco.
La rivoluzione successiva nella produzione di calzini fu l'introduzione del nylon nel 1938. Fino ad allora i calzini erano solitamente realizzati in seta, cotone e lana. Il nylon fu l'inizio della fusione di due o più filati nella produzione di calzini, un processo che continua ancora oggi.

## Descrizione

Calzini corti rossi

Calzini lunghi bianchi

Tipicamente i calzini sono fatti di cotone, lana o nylon. Sono prodotti in vari colori, ma sono tipicamente scuri per abbigliamento formale e bianchi per l'abbigliamento sportivo e casual.
I calzini sono ideati per essere indossati con le calzature che coprono tutto il piede, come le scarpe sportive, stivali o scarpe eleganti, ma a volte vengono indossati anche con sandali o ciabatte. Possono essere indossati anche da soli, di solito in ambienti chiusi. I calzini "antiscivolo" sono progettati appositamente per essere indossati senza scarpe, e hanno sulla pianta alcuni inserti in plastica o gomma per impedire di scivolare sulle superfici dei pavimenti.
La lunghezza dei calzini varia dal coprire solo il piede, al coprire piede e caviglia, al coprire la gamba fino al livello del ginocchio. Il calzino sotto al livello della caviglia, non visibile quando si indossano le scarpe, è anche detto "fantasmino".  Negli Stati Uniti e in Europa  i calzini corti sono diventati popolari per l'uso con le scarpe sportive, soprattutto tra gli adolescenti e i giovani.
Sebbene i calzini siano tipicamente venduti in coppia, di solito i due sono identici, a differenza delle scarpe.